# Anamanaguchi
Gli Anamanaguchi sono un gruppo musicale di chiptune-rock statunitense originario di New York.

## Formazione
- Peter Berkman
- James DeVito
- Luke Silas
- Ary Warnaar

Ex membri
- Spencer Casey
- Charlie Hankin
- George Michael Brower

## Discografia

### Album
- 2009 - Dawn Metropolis
- 2013 - Endless Fantasy
- 2019 - [USA]
- 2025 - Anyway

### EP
- 2006 - Power Supply
- 2009 - Dawn Metropolis Preview